# 철도박물관 목록
다음은 철도박물관 목록이다.

## 아시아

### 대한민국
- 철도박물관 : 경기도 의왕시에 부곡관이 1988년 1월 26일 개관했다. 서울역관이 구 서울역사의 열차사무소 공간에 1997년에 개관했으나, 2004년 2월 18일 부곡관에 통합되었다.
- 국립철도박물관 용산관 : 2016년에 용산국제업무지구 개발과 함께 만들어질 예정이었으나, 해당 사업이 부도나면서 같이 백지화되었다.
- 서울메트로 지하철박물관 : 학여울역이나 지축기지 부근에 만들어질 예정이었으나, 계획이 백지화되었다.
- 섬진강 기차마을 : 전라남도 곡성군 일대에 옛 전라선 폐선부지 일대에 조성되었다.
- 나주철도공원 : 2003년에 폐역된 영산포역에 들어섰다. 당초 박물관으로 활용한다는 계획이었으나 2004년에 무산되어서, 옛 역사는 철거되고 현재 증기 기관차 1량만이 있다.

### 일본
- JR동일본 철도박물관 : 사이타마현 사이타마시에 위치했으며, 일본에서 가장 규모가 크다.
- 교통과학박물관 : 오사카시 미나토구에 위치한다. 1962년 개관하여 2014년 건물 노후화로 폐관하였다.
- 교토 철도박물관 : 교토시 시모교구에 위치한다.
- 리니어·철도관 : 나고야시 미나토구에 위치하며 다량의 차량을 보유하고 있다.
- 우스이고개 철도문화마을 : 군마현 안나카시에 위치한다.
- 오이가와 SL 갤러리 : 시즈오카현 시마다시에 위치한다.

### 중국
- 중국철도박물관
- 베이징철도박물관
- 상하이철도박물관
- 심양증기기관차박물관
- 조병산증기기관차풍경구

## 유럽
- 핀란드 철도박물관
- 노르웨이 철도박물관

## 북아메리카
- 미국 철도박물관
- 캐나다 철도박물관